# Collegiata di Notre-Dame (Mantes)

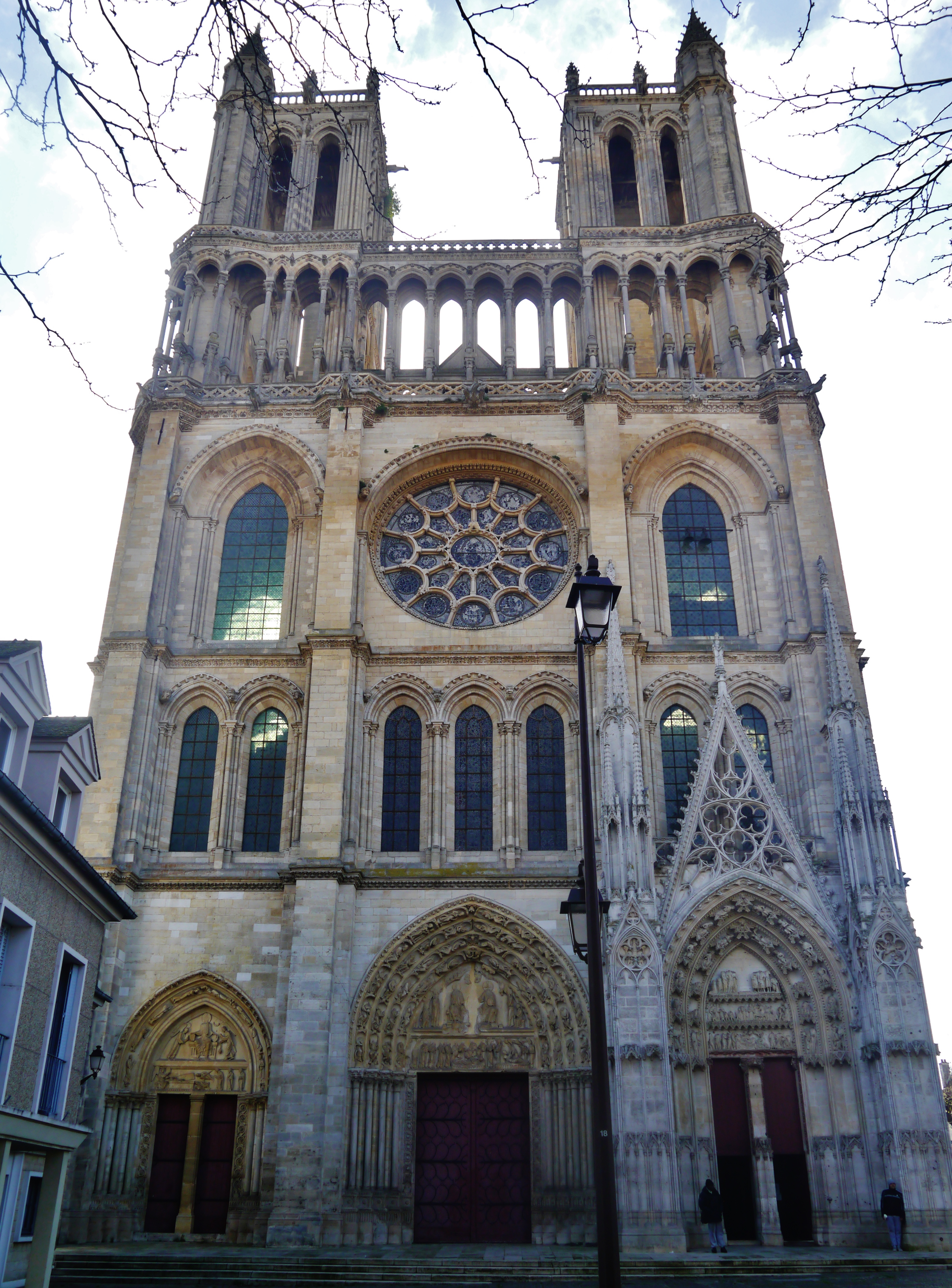
Facciata

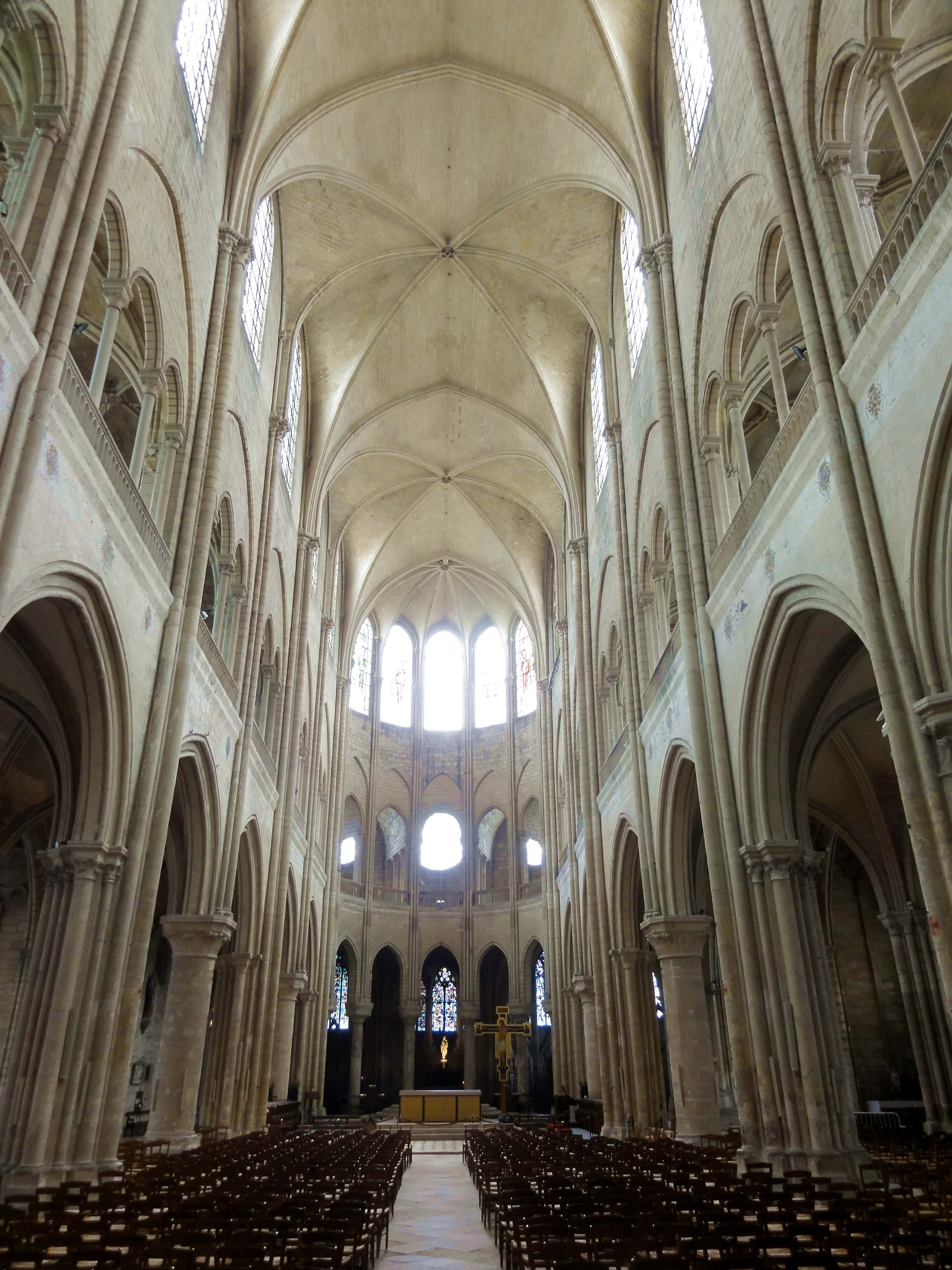
Interno

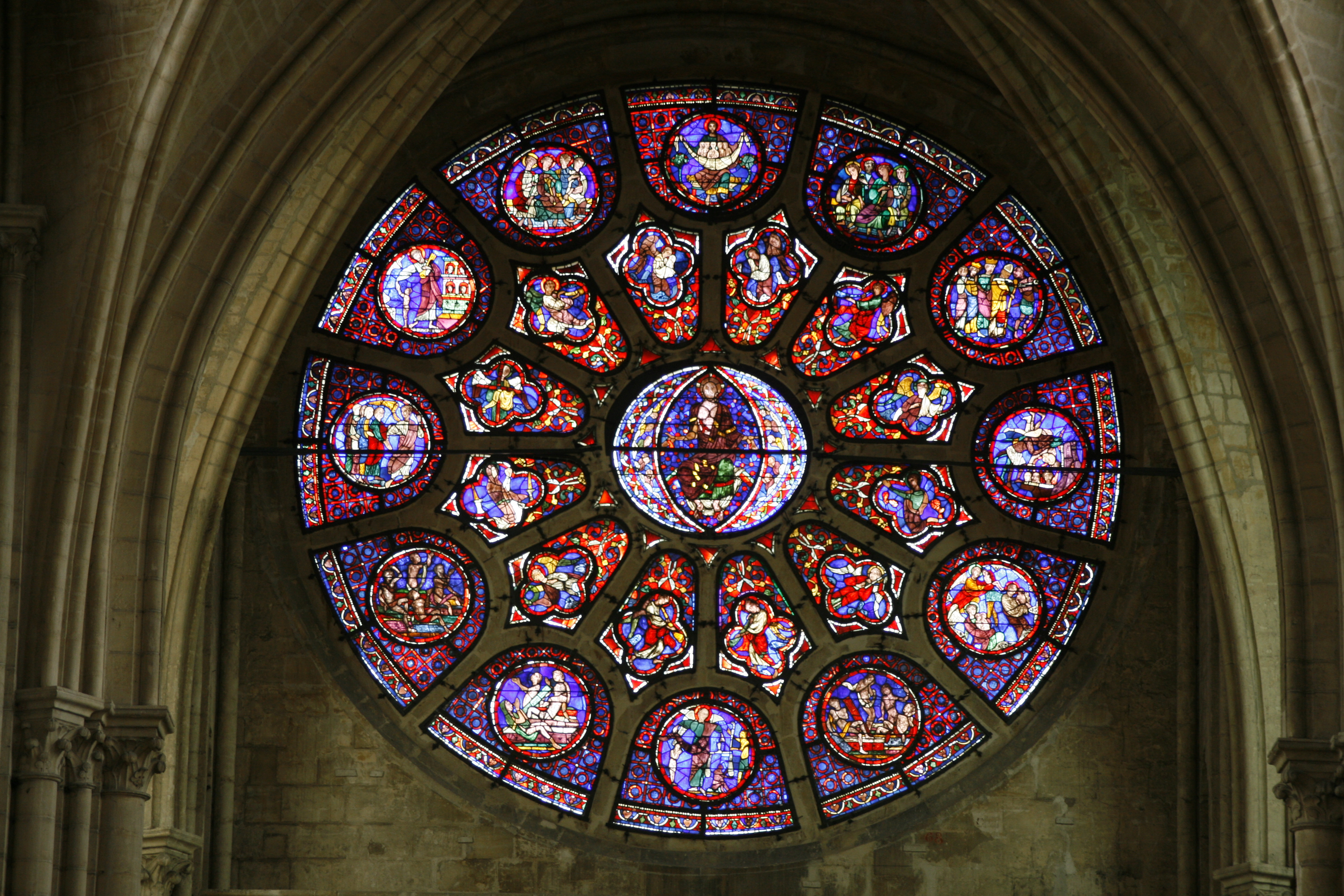
Rosone

La collegiata di Nostra Signora (in francese: collégiale Notre-Dame) è il principale luogo di culto cattolico di Mantes-la-Jolie, nel dipartimento degli Yvelines della regione dell'Île-de-France, e nella diocesi di Versailles.
Sorge sul Mont Eclair, un'altura della Senna e rappresenta un superbo esempio dell'architettura gotica; venne costruita fra il XII e il XIII secolo, risentendo notevolmente degli influssi della Cattedrale di Parigi e di quella di Laon.
Nel 1840 venne classificata come Monumento storico.

## Storia e descrizione
La collegiata venne edificata sul luogo di una chiesa precedente distrutta nel 1150 da Guglielmo il Conquistatore. I lavori di edificazione iniziarono subito con la costruzione di una piattaforma-basamento sul lato nord. Verso il 1155 si inizia l'elevazione dell'edificio che seguirà tutte le tappe dello stile gotico. Il cantiere inizia dal primo livello della facciata, con i tre portali, e prosegue con le arcate del piedicroce che s'innestano direttamente a quelle del coro a deambulatorio, senza transetto. Questi primi elementi appartengono allo stile protogotico. La seconda campagna, inizia nel 1170-75, e intraprende l'elevazione in stile gotico classico del secondo livello, a partire dai matronei, entro il 1200 si completa anche il cleristorio e all'inizio del XIII secolo l'edificio è coperto con volte a crociera ogivali esapartite. All'epoca solo Notre-Dame di Parigi supera l'altezza delle sue volte, di due metri. Nel 1240 la torre sud della facciata è completata e con essa l'edificio poté definirsi completato.
Tuttavia tra la fine del XIII secolo e l'inizio del XIV, si intraprende una certa trasformazione, definibile come la terza fase di costruzione, in stile gotico radiante. Vengono aggiunte le cappelle radiali al deambulatorio e le cappelle alle navate laterali. Nel '300 si rifà il Portale degli Scabini con l'alta ghimberga traforata, nella facciata principale. Nel 1325 viene eretta, a destra del coro, la Cappella di Navarra, poi vetrata nel '400. La torre nord venne portata a termine solo nel 1510.
Nel 1794, durante la Rivoluzione francese, la chiesa venne depredata del mobilio, e la statuaria dei portali, danneggiata a colpi di martello. L'edificio venne allora convertito in Tempio della Ragione, poi successivamente divenne una fabbrica di salnitro e un arsenale.
Con il Concordato del 1801 vennero fatti alcuni lavori di urgente manutenzione alla chiesa, ma soltanto alla fine del XIX secolo si intraprese una vera campagna di restauro. Tra il 1851 e il 1855 l'architetto di città Alphonse Durand, allievo di Viollet-le-Duc ricostruisce la torre nord identica a quella sud, e collega le due torri con l'alta galleria di colonnette.
Il 30 maggio del 1944, un importante bombardamento aereo distrugge gran parte del centro storico di Mantes, ma la collegiata, fortunatamente, ne esce leggermente danneggiata.
Nel 2001-03 si procede alla restaurazione del tetto maiolicato, di influenza borgognona, con le croci gemmate rappresentate lo stemma di Tebaldo di Champagne.

## Descrizione
Si presenta come una grande massa slanciata dagli archi rampanti, dall'enorme tetto maiolicato e dalle due torri gemelle. Senza transetto, il piedicroce s'innesta direttamente al coro.
L'influsso Notre-Dame di Parigi si percepisce fortemente nella composizione della facciata e nella struttura interna a tre livelli, con matronei aperti da trifore e le volte esapartite. 
Tuttavia i portali della facciata e il disegno del rosone risentono dell'influenza della Cattedrale di Laon.

### I portali

#### Portale della Resurrezione
Il portale sinistro, gemino, è l'opera più antica della chiesa, venne realizzato verso il 1175 in pietra bianca di Vernon dai mastri-scultori già operanti alla Basilica di Saint-Denis e a Notre-Dame di Parigi. Dedicato alla Resurrezione di Cristo, le sculture si presentano in uno stile più arcaico e semplice, dimostrando una più modesta tecnica artistica.

#### Portale della Vergine
Il portale centrale, che costituisce l'ingresso principale alla Collegiata è dedicato a Maria e alla sua Assunzione. Grande capolavoro scultoreo, si compone di due parti concepite con dieci-quindici anni d'intervallo. La parte bassa, al di sotto dell'architrave, dovette essere eseguita poco dopo il Portale della Resurrezione; mentre tutta la parte superiore, archivolti e timpano, è sensibilmente posteriore. I rilievi raffigurano la Morte, l'Assunzione e l'Incoronazione della Vergine.

#### Portale degli Scabini
Situato a destra della facciata, questo portale, gemino, è il più ricco di ornamentazioni. Venne costruito verso il 1300 per volere degli Scabini cittadini. Eseguito su ispirazione del celebre Portale delle Calende sulla facciata meridionale della Cattedrale di Rouen, racconta la Vita di Cristo. Venne assai danneggiato nel 1794 durante la Rivoluzione francese, quando perse le statue-colonne della parete inferiore e le teste delle statue del timpano.

### Il rosone
Il grande rosone di Mantes è uno dei più antichi di Francia, infatti i più antichi pannelli vitrei risalgono al 1210. Le vetrate rappresentano il Giudizio Universale: l'oculo centrale è incentrato sulla mandorla con Cristo in trono giudicante, che emerge dal fondo blu con stelle rosse; intorno, un coro angelico, i quali busti alati escono dalle nuvole; il primo cerchio, speculare sull'asse di simmetria verticale, raffigura gli Angeli e gli Intercessori inscritti in quadrilobi; il secondo cerchio raffigura scene bibliche.

## Curiosità
Nel 1912 vi venne scoperto il cosiddetti Tappeto di Mantes, dal 1913 al Museo del Louvre a Parigi.